# Од Бондевик
Од Бондевик (20. јун 1941 — 6. септембар 2014) био је норвешки теолог који је био епископ Више епархије, цркве у Норвешкој. Био је епископ од 17. новембра 1991. године па све до одласка у пемзију 2008. године. Такође је био епископ у епископској конфедерацији Норвешке цркве од 1998. до 2002. године.
Рођен у граду Сеуда. Његова породица се преселила у Осло када је Од имао 8 година, због тога што је његов отац изабран у парламенту Норвешке у Демохришћанској странци. Дипломирао је у школи теологије 1965. године. Од 1969. до 1978. био је мисионар у Јапану. Од 1980. до 1991. године био је генерални секретар друштва. Док је био у пензији, саставио је нови норвешки превод Старог Завета. Умро је у граду Драмен, 6. септембра 2014. године са 73 године.